# Девід Нейнкін
Девід Нейнкін (англ. David Nainkin; нар. 20 вересня 1970) — колишній південноафриканський тенісист.
Найвищу одиночну позицію світового рейтингу — 132 місце досяг 8 січня 1999, парну — 138 місце — 28 лютого 1994 року.
Найвищим досягненням на турнірах Великого шолома було 3 коло в одиночному розряді.

## Титули на челленджерах

### Одиночний розряд: (1)
| Ранг | Дата | Турнір               | Покриття | Суперник    | Рахунок       |
| ---- | ---- | -------------------- | -------- | ----------- | ------------- |
| 1.   | 1994 | Сеул, Південна Корея | Тверде   | Майкл Джойс | 6–7, 6–3, 7–5 |

### Парний розряд: (4)
| Ранг | Дата | Турнір                                        | Покриття | Партнер        | Суперники                          | Рахунок       |
| ---- | ---- | --------------------------------------------- | -------- | -------------- | ---------------------------------- | ------------- |
| 1.   | 1989 | Йоганнесбург, Південно-Африканська Республіка | Трава    | Лен Бейл       | Ніл Брод Стефан Крюґер             | 4–6, 6–4, 6–2 |
| 2.   | 1992 | Перт Австралія                                | Тверде   | Лен Бейл       | Ендрю Флорент Ендрю Маклін         | 3–6, 7–6, 7–5 |
| 3.   | 1993 | Рим, Італія                                   | Ґрунт    | Грант Стеффорд | Даніло Марселіно Фернандо Мелігені | 6–0, 6–1      |
| 4.   | 1993 | Джакарта, Індонезія                           | Тверде   | Лен Бейл       | Матіас Гунінґ Адам Малік           | 6–7, 7–6, 7–6 |